# Prohazovačka

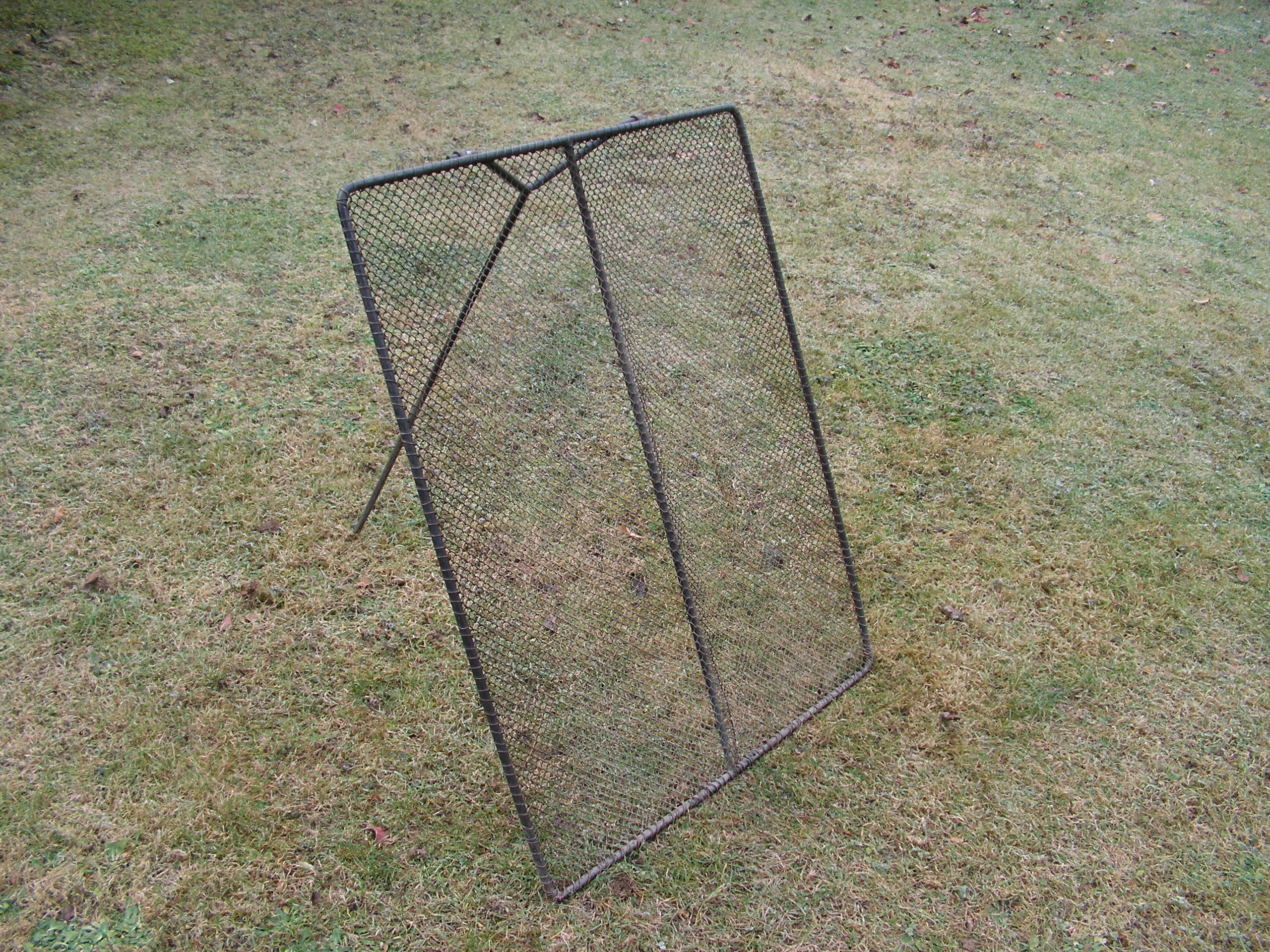
Prohazovačka

Prohazovačka, lidově kátrovačka, gatrovačka, kátro, katro (z německého das Gatter – mříže) je síto, které slouží k prohazování, prosívání, kátrování písku na stavbě, než se vhodí do míchačky. Až do 90. let 20. století byla nutná a nezbytná všude tam, kde se míchala malta na zdění a do omítek. Od poloviny let 70. let 20. století se ve velkých pískovnách začala postupně objevovat strojní síta a bylo možné si dovézt tříděný písek, což do velké míry eliminovalo tuto velmi pracnou činnost.

## Popis
Kátrovačka se skládá z obvodového rámu z kulatiny, průměr 14 mm o rozměrech 900×1200 mm. Uprostřed, na délku, je ještě výztuha ze stejného materiálu. Tento rám je pak vypleten ocelovým pletivem s různou velikostí ok, 10 až 20 mm. K jedné z kratších stran je připevněna další tyč jako opěra.

## Použití
Prohazovačka se postavila zešikma a lopatou se na její horní část nahazoval písek. Ten se sunul dolů a propadal přes pletivo. Druhý způsob, hlavně u malty na omítky, byl ten, že se s kolečkem přijelo k míchačce a položila se přes něj prohazovačka. Řidší malta se vyklopila na pletivo a propadla přes do kolečka. Prohazovačkou se přitom třáslo. Kameny, které nepropadly, se odhodily stranou. Tento způsob byl rychlejší, než kdyby se písek napřed prohazoval. Malta ale musela být řidší, což nevadilo, pokud se omítalo fankou. Protože dnes už každá pískovna písek třídí a navíc se stále více používá hotová malta v pytlích, prohazovačka ze staveb vymizela. Také ona je již dnes muzejním exponátem.
Méně časté, ale obtížně nahraditelné je použití prohazovačky při prosívání zahradních substrátů a kompostu.